# Hapalotremus
Hapalotremus is een geslacht van spinnen uit de familie van de vogelspinnen (Theraphosidae). De typesoort van het geslacht is Hapalotremus albipes.

## Soorten
De volgende soorten zijn bij het geslacht ingedeeld:
- Hapalotremus albipes Simon, 1903[1]
- Hapalotremus major (Chamberlin, 1916)[3]
  - =[4] Hemirrhagus major Chamberlin, 1916
- Hapalotremus martinorum Cavallo & Ferretti, 2015[5]

### Nomina dubia
- Hapalotremus exilis (Mello-Leitão, 1923)
- Hapalotremus muticus (Mello-Leitão, 1923)